# Nina Lisandrello
Nina Lisandrello (* 1980 in Los Angeles) ist eine US-amerikanische Schauspielerin. Sie ist bekannt durch ihre Rolle als Tess Vargas in der Fernsehserie Beauty and the Beast.

## Karriere
Nachdem Lisandrello 2006 in zwei Episoden der Fernsehserie Conviction zu sehen war, spielte sie im gleichen Jahr eine kleine Rolle im Film Der Teufel trägt Prada. Nach ihren Mitwirken im Jahr 2010 und 2011 in den Filmen The Best and the Brightest  und The Bleeding zu sehen war, nahm sie im Jahr 2012 die Rolle der Tess Vargas in der Serie Beauty and the Beast an. Bis zur Einstellung der Serie im Jahr 2016 spielte sie in 70 Folgen der Serie mit.